# Tiedemann Giese
Pour les articles homonymes, voir Giese.

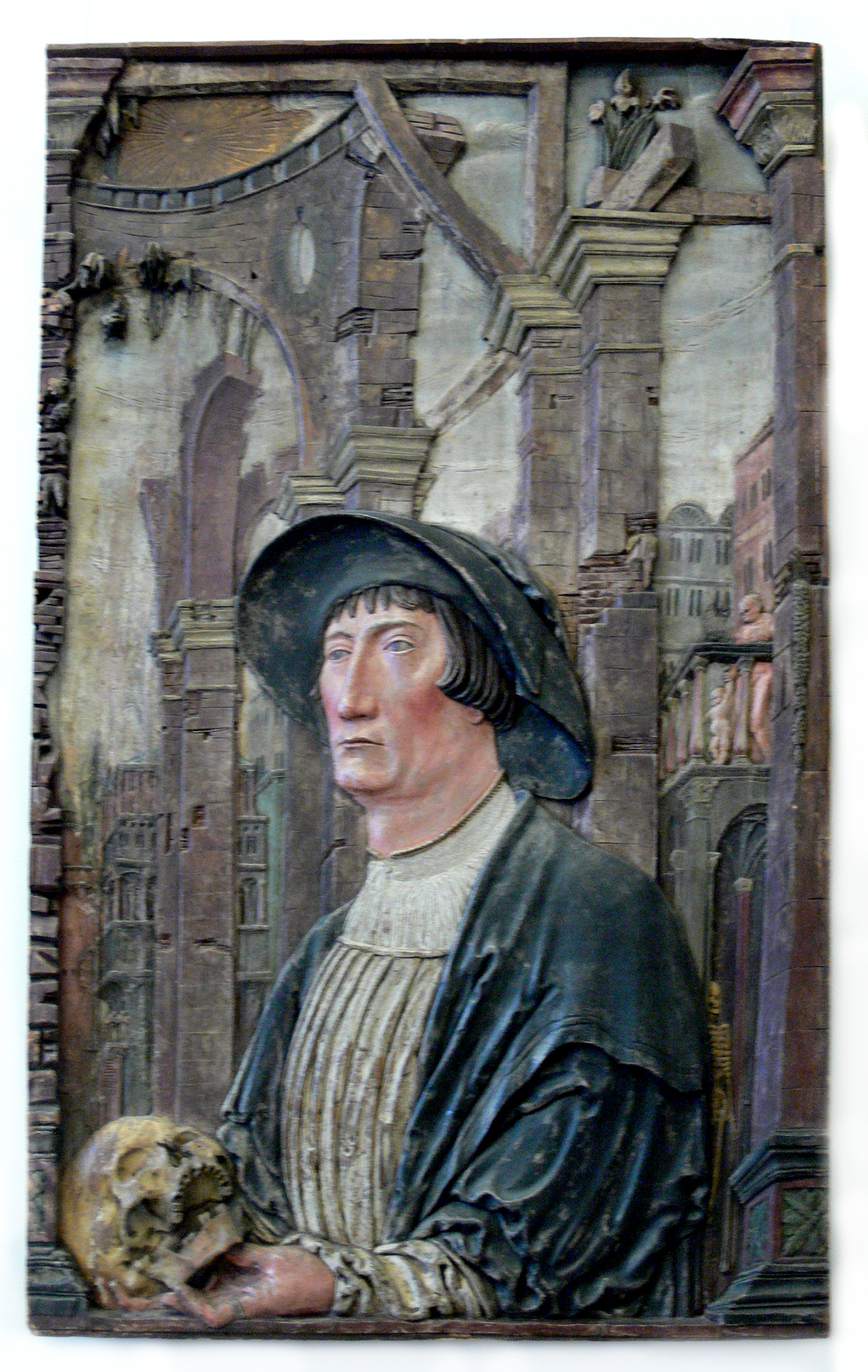
Portrait de Tiedemann Giese, par Hans Schenck : autour de 1525-1530, bois sculpté polychrome.

Tiedemann Giese (1er juin 1480-23 octobre 1550, à Heilsberg), évêque de Varmie issu d’une famille patricienne de Dantzig, fut l'un des proches de Nicolas Copernic. Il combattit les chevaliers teutoniques.
Il est évêque de Chełmno puis  de Varmie (Ermeland). Le marchand et député de la Ligue hanséatique Georg Giese est son frère.
Ami de Copernic et en sympathie avec ses idées,  Tiedemann Giese se joint à Georg Joachim Rheticus pour presser l'astronome polonais de publier ses théories astronomiques,  ce que fit ce dernier dans le De revolutionibus orbium coelestium imprimé à Nuremberg par Johann Petreius en 1543. Après la mort de Copernic la même année, Giese s'élève en vain auprès des magistrats de Nuremberg contre la préface ajoutée anonymement par le théologien protestant Andreas Osiander, où celui-ci explique, en totale contradiction avec les idées de l'auteur, que l'ouvrage présente de simples hypothèses mathématiques, ne reflétant pas la réalité du système solaire.